# Любимовский сельсовет (Большесолдатский район)
Любимовский сельсовет — сельское поселение в Большесолдатском районе Курской области Российской Федерации.
Административный центр — село Любимовка.

## История
Статус и границы сельского поселения установлены Законом Курской области от 21 октября 2004 года № 48-ЗКО «О муниципальных образованиях Курской области».

## Население
| 2002  | 2010  | 2012  | 2013  | 2014  | 2015  | 2016  |
| ----- | ----- | ----- | ----- | ----- | ----- | ----- |
| 250   | ↗2250 | ↘2235 | ↘2202 | ↘2177 | ↘2129 | ↘2104 |
| 2017  | 2018  | 2019  | 2020  | 2021  |       |       |
| ↘2092 | ↘2075 | ↘2015 | ↘1959 | ↘1915 |       |       |

## Состав сельского поселения
| №  | Населённый пункт | Тип населённого пункта       | Население |
| -- | ---------------- | ---------------------------- | --------- |
| 1  | 1-е Мальцево     | деревня                      | ↘147      |
| 2  | 1-я Косторная    | деревня                      | ↘306      |
| 3  | 2-е Мальцево     | деревня                      | ↘177      |
| 4  | 2-я Косторная    | деревня                      | ↘23       |
| 5  | Долгий           | посёлок                      | ↘136      |
| 6  | Ефросимовка      | село                         | ↘65       |
| 7  | Красная Горка    | село                         | ↘17       |
| 8  | Любимовка        | село, административный центр | ↘1351     |
| 9  | Масловка         | деревня                      | ↘11       |
| 10 | Толмачевка       | деревня                      | ↘4        |
| 11 | Хитровка         | деревня                      | ↘13       |